# 14697 Ronsawyer
14697 Ronsawyer eller 2000 AO214 är en asteroid i huvudbältet som upptäcktes den 6 januari 2000 av Spacewatch vid Kitt Peak-observatoriet. Den är uppkallad efter den kanadensiske amatörastronomen Ron Sawyer.
Asteroiden har en diameter på ungefär 2 kilometer.